# Добрин Петров
Добрин Кирилов Петров е български футболист юноша на Академия Литекс играе като централен нападател, но може да се изявява и като дясно крило. Започва да се занимава с футбол когато е шестгодишен в школата на Видима-Раковски (Севлиево). Любовта към спорта наследява от своите родители. Цялото семейство на Добри са бивши спортисти. Таткото се е занимавал с волейбол, майката с баскетбол, а по-големият му брат Атанас Петров е бивш национален състезател и неколкократен републикански шампион на България по джудо.
С негови голове севлиевчани на два пъти побеждават и отстраняват за Купата на БФС двете формации на Левски (София) и Левски-Раковски. Талантът на младия голмайстор не остава незабелязан за скаутите на водещите отбори които редовно следят изявите му. Към него пристигат предложения от Литекс, Берое и ПФК Левски (София), но родителите му го оставят сам да избира.
Така през месец декември 2007 г. Добрин преминава в любимия си отбор и постъпва в Академия Литекс, където продължава развитието си.
Първият му треньор при „оранжевите“ е Христо Данчев и в зависимост от различните възрастови формации треньори още са му били специалисти, като Николай Димитров-Джайч, Евгени Колев и Петко Петков. С последния става носител на Купата на БФС при юноши, родени 1993 г., като във финалната среща играна на 15 април 2009 в Пловдив „оранжевите“ побеждават връстниците си от Нафтекс с 2:1. Пак през същата година на VI издание на Международния юношески турнир „Юлиян Манзаров“ състоял се в Правец Литекс воден от треньора Петко Петков и с Добри в състава си попадат в т.нар. „желязна група“ в които са още отборите на Левски (София), ЦСКА (София) и Стяуа Букурещ. „Оранжевите“ завършват на първо място и се класират на финал. Там за трофея спорят с „гранда“ Барселона и след победа с 1:0 печелят турнира. Добри се състезава и за младшата възраст на Литекс родени 1992 г. на треньора Евгени Колев с която на 28 юни 2009 и отново в Правец става Републикански шампион на България. На финала „оранжевите“ побеждават Левски (София). Добрин Петров не започва сред титулярите, но след негативен резултат влиза като смяна и обръща мача с два гола за крайното 4:2. Неизменен титуляр е за своята възрастова формация с която участва в Елитната юношеска лига, дублиращия отбор, както и за старшата възраст на Литекс. През сезон 2008 – 09 има изиграни общо над 50 мача. Шампион на България с дублиращия отбор на Литекс за сезон 2009/10. Шампион на България за юноши старша възраст в Елитна юношеска група до 19 години за сезон 2010/11. От началото на сезон 2011/12 преминава в ДЮШ Славия (София). През октомври 2011 българските медии тиражират за интерес към него от английския ФК Фулъм През зимата на 2012 се отива в мъжете на Видима Раковски, но след конфликт със старши треньора Костадин Ангелов се връща при юношите старша възраст.

## Национален отбор
През 2009 година с юношеския национален отбор на България до 17 г. със старши треньор Атанас Желев печели международен турнир в Черна гора след победи над отбора на домакините и този на Република Македония.

## Успехи
Академия Литекс
- Купа на БФС с юноши, родени през 1993 г. – 2009
- Шампион на България при юноши младша възраст, родени 1992 г. – 2009
- Международен юношески турнир „Юлиян Манзаров“ – 2009
- Шампион на България в Дублираща футболна група – 2009/10
- Шампион на България при юноши старша възраст до 19 г. – 2010/11